# Amuletta abyssorum
Amuletta abyssorum är en kräftdjursart som först beskrevs av Richardson 1911. Amuletta abyssorum ingår i släktet Amuletta och familjen Munnopsidae. Inga underarter finns listade i Catalogue of Life.